# Patrick Norman
Pour les articles homonymes, voir Norman.
Ne doit pas être confondu avec Patrick Norman, membre du groupe Rusted Root
Patrick Norman (né Yvon Éthier le 10 septembre 1946 à Montréal) est un chanteur et guitariste de country québécois.

## Biographie
Il commence sa carrière dans les années 1960 et enregistre son premier 45 tours en 1966 au sein d'un groupe appelé Les Fabuleux élégants (nom qu'il reprendra en 1998 pour un album remarqué). 
Guitariste renommé, il est principalement connu pour son succès Quand on est en amour (co-écrite avec Robert Laurin) paru en 1984. 'Quand on est en amour' est enregistré en 2010 par la chanteuse country-folk Laurence Hélie dans son premier album 'Laurence Hélie', avec un succès considérable.
En septembre 1969, sur les conseils de son imprésario, il prend le nom de scène de Patrick Norman.
Il a aussi mené une carrière en anglais dans les années 1970 et 1980. En 1974, il enregistre Free As The Wind, thème du film Papillon mettant en vedette Dustin Hoffman et Steve McQueen.
Patrick Norman a beaucoup collaboré avec la chanteuse Renée Martel, avec qui il coanime plusieurs émissions dont Patrick et Renée, Country Centre-Ville et Le ranch à Willie, en hommage à Willie Lamothe.
En 1998, il collabore avec le Belge William Dunker, Jeff Smallwood et Bourbon Gauthier pour l'album Les Fabuleux élégants, qui remporte le prix Félix de l'album country de l'année.

## Lauréat et nomination

### Gala de l'ADISQ

#### artistique
| Année | Catégorie                                                                        | Pour                                                                           | Résultat   |
| ----- | -------------------------------------------------------------------------------- | ------------------------------------------------------------------------------ | ---------- |
| 1982  | microsillon de l'année - country et western                                      | Hommage à Kenny Rogers                                                         | nomination |
| 1985  | microsillon de l'année - country                                                 | Quand on est en amour                                                          | nomination |
| 1987  | chanson populaire de l'année                                                     | Quand on est en amour                                                          | nomination |
| 1987  | interprète masculin de l'année                                                   | Patrick Norman                                                                 | lauréat    |
| 1987  | microsillon le plus vendu                                                        | Quand on est en amour                                                          | lauréat    |
| 1988  | microsillon de l'année - pop et rock de langue anglaise                          | One love sets you free                                                         | nomination |
| 1989  | microsillon de l'année - country/folk                                            | Soyons Heureux                                                                 | lauréat    |
| 1991  | microsillon de l'année - populaire                                               | Passion vaudou                                                                 | nomination |
| 1993  | album de l'année - populaire                                                     | Noël sans faim                                                                 | nomination |
| 1994  | artiste québécois s'étant le plus illustré dans une autre langue que le français | Patrick Norman                                                                 | nomination |
| 1996  | album de l'année - country                                                       | Chez-moi                                                                       | nomination |
| 1997  | album de l'année - instrumental                                                  | Guitares                                                                       | nomination |
| 1998  | album de l'année - country                                                       | Les Fabuleux Élégants (avec William Dunker, Bourbon Gauthier & Jeff Smallwood) | lauréat    |
| 1998  | spectacle de l'année - interprète                                                | Collection privée                                                              | nomination |
| 1999  | spectacle de l'année - interprète                                                | Casino country (avec Renée Martel)                                             | nomination |
| 2001  | album de l'année - folk contemporain                                             | Patrick Norman                                                                 | nomination |
| 2002  | album de l'année - populaire                                                     | Les plus belles chansons de mariage                                            | nomination |
| 2005  | spectacle de l'année - interprète                                                | Simplement Patrick Norman                                                      | nomination |
| 2015  | album de l'année - adulte contemporain                                           | Après la tombée du rideau                                                      | nomination |
| 2016  | album de l'année - country                                                       | Nous (avec Renée Martel)                                                       | lauréat    |
| 2017  | spectacle de l'année - interprète                                                | Nous (avec Renée Martel)                                                       | nomination |
| 2020  | album de l'année - country                                                       | Si on y allait                                                                 | lauréat    |

#### industriel
| Année | Catégorie      | Pour                       | Résultat   |
| ----- | -------------- | -------------------------- | ---------- |
| 2007  | DVD de l'année | Tu peux frapper à ma porte | nomination |

### Prix Juno[23]
| Année | Catégorie                              | Pour                | Résultat   |
| ----- | -------------------------------------- | ------------------- | ---------- |
| 1978  | chanson la plus vendue                 | Let's try once more | nomination |
| 1989  | interprète masculin country de l'année | Patrick Norman      | nomination |

### Prix MetroStar
| Année | Catégorie           | Pour                  | Résultat |
| ----- | ------------------- | --------------------- | -------- |
| 1986  | chanteur de l'année | Patrick Norman        | lauréat  |
| 1986  | chanson de l'année  | Quand on est en amour | lauréat  |
| 1987  | chanteur de l'année | Patrick Norman        | lauréat  |